# Columns III: Revenge of Columns
Columns III: Revenge of Columns (コラムスIII 対決！コラムスワールド, Columns III Taiketsu!: Columns World) est un jeu vidéo de puzzle développé et édité par Sega, sorti en 1993 sur borne d'arcade et Mega Drive. La version Mega Drive du jeu ne sortit qu'au Japon et aux États-Unis, la sortie européenne ne s'est faite qu'en 2008 par le biais de la Console Virtuelle de la Wii.

## Système de jeu
Le jeu reprend en grande partie le gameplay de Columns, et ajoute quelques bonus et possibilités. Cependant ce titre ne peut se jouer qu'en mode VS, contre un ordinateur ou des joueurs. L'utilisation du Sega Tap (accessoire de la Mega Drive permettant de connecter plus de manettes de jeu sur le second port) permet de jouer jusqu'à 5 simultanément.